# Moissy-Cramayel
Moissy-Cramayel è un comune francese di 17 159 abitanti situato nel dipartimento di Senna e Marna nella regione dell'Île-de-France.

## Amministrazione

### Gemellaggi
- Rosenfeld, Germania, dal 1970

## Società

### Evoluzione demografica
Abitanti censiti